# Сорбат натрия
Сорбат натрия — натриевая соль сорбиновой кислоты. Представляет собой нестабильное твёрдое вещество белого цвета. Широко применяется в качестве пищевой добавки, консерванта (Е201) в пищевых продуктах. 

## Свойства
Сорбат натрия представляет собой белый кристаллический порошок. Имеет низкую температуру плавления (около 60 °C). В отличие от сорбиновой кислоты, как и сорбат калия, хорошо растворяется в воде.

## Получение
В промышленном производстве получается нейтрализацией сорбиновой кислоты гидроксидом натрия:
{\displaystyle {NaOH+{\mbox{C}}_{6}{\mbox{H}}_{8}{\mbox{O}}_{2}={\mbox{C}}_{6}{\mbox{H}}_{7}{\mbox{NaO}}_{2}+{\mbox{H}}_{2}{\mbox{O}}}}

## Применение
В России сорбиновая кислота (Е200), сорбаты натрия (Е201), калия (Е202) и кальция (Е203) включены (в качестве консервантов) в список пищевых добавок, разрешённых к применению при производстве пищевых продуктов. Сорбат натрия используется для консервирования фруктов и овощей, яичных и кондитерских изделий, мясных и рыбных продуктов, плодовых, ягодных соков и безалкогольных напитков. 
Разрешён в сочетании с другими консервантами или индивидуально; в качестве консерванта:
- В маргарины
- В сыры
- В творожные изделия
- В жировые эмульсии
- В паштеты, в сухие завтраки (закуски)
- В маслины (оливки) и продукты из них
- В продукты из помидоров
- В сухофрукты
- В яйцепродукты
- В желе для заливных блюд
- В сиропы ароматизированные
- В жевательную резинку
- В салаты готовые, горчицу, в диетические лечебно-профилактические пищевые продукты (исключая продукты для детей)
- В овощи маринованные, солёные или в масле
- В икру, в креветки варёные
- Вместе с бензойной кислотой и бензоатами в рыбу солёную, вяленую
- В напитки безалкогольные ароматизированные
- В спиртные напитки
- В жидкие концентраты: чайные, фруктовые, в концентраты из травяных настоев
- В джем, мармелад, желе, повидло с низким содержанием сахара
- Вместе с бензойной кислотой, бензоатами и "парабенами" в сахаристые кондитерские изделия, конфеты, шоколад
- В вяленые мясные продукты
- Для розничной продажи.

## Безопасность
По данным исследования Объединённого экспертного комитета ФАО/ВОЗ по пищевым добавкам (JECFA), проведённого в 1973 году, допустимое суточное потребление (ДСП) сорбата натрия составляет 25 мг/кг массы тела (пересчёт ведётся на сорбиновую кислоту). Несмотря на то, что в текущей дозировке, согласно JECFA, консервант считается безопасным, Европейское агентство по безопасности продуктов питания (EFSA), проводя переоценку безопасности в 2015 году, оспорило это утверждение и запретило консервант на территории Европейского союза из-за подозрения на генотоксичность.